# Ca la Maria Espartera
Ca la Maria Espartera és un edifici del municipi de Vilassar de Mar (Maresme) que forma part de l'Inventari del Patrimoni Arquitectònic de Catalunya. També és coneguda com a can Lledó de Mar o can Rufau. És una de les masies més antigues de Vilassar de Mar.

## Descripció
És un edifici civil, una antiga masia gòtica que ha quedat completament encaixada entre dos construccions laterals. Només ha quedat el cos central de l'edifici. Consta de planta baixa i pis i està coberta a dues vessants amb el carener perpendicular a la façana. Conserva un portal d'arc de mig punt dovellat amb grans carreus als brancals i una finestra gòtica amb un arc carpanell esculpit amb lòbuls, un guardapols superior i les impostes, els brancals i l'ampit treballats amb motllures. Hi ha un petit escut damunt de l'arc.

## Història
Aquesta casa correspon al cós central de l'antiga masia de Can Lledó de Mar que tenia una façana de tres cossos. Aquesta masia és una de les tres del Veïnat de Mar que tenien torre de defensa.
La casa té els orígens com a mínim al segle xv, ja que a principis del XVI l'habitatge està plenament consolidat, en el primer llibre de bateig de la parròquia de Sant Genís trobem el bateig de Johana filla de Salvador Lledó de Mar el 24 de gener de 1512. I al Fogatge General de Catalunya de 1515 també apareixen els Lledó de Mar.
La consolidació plena de la masia s'esdevingué a mitjan segle xvi amb la construcció de la torre de defensa, actualment desapareguda. L'any 1550 hi hagué un atac dels pirates nord africans al que s'anomena el ‘Rial del Pou’ que s'ha identificat amb el carrer de Sant Joan i la zona propera. En aquest atac es feu presoner un fill del Can Lledó de Mar i la família es veié obligada a demanar un crèdit per a poder pagar el rescat. Aquest atac propicià la construcció de la torre de Can Nadal l'any següent (1551). Podria ser que la torre desapareguda de Can Lledó fos del 1599, ja que hi ha una llinda dipositada al Museu de la Marina que porta aquesta data i es creu que prové de la torre. Damià Bas ha localitzat un inventari de la casa del 1608 en que encara s'hi conserven els xindris i altre estris de la construcció de la torre.
L'any 1600 la masia funciona plenament com a hostal, ja que s'ha localitzat un plet entre els hostalers Mir i Lladó que finalitzà amb una concòrdia el 1601 pels drets de venda de pa, vi, pesca salada, ‘neu’ ...
La propietat seguí en mans dels Lladó fins a principis del segle xix en què hi trobem establert en Simó Baratau, àlies Rufau, pescador. Posteriorment hi visqueren en Joan Ferrer Estivill i la seva filla soltera Maria que es dedicaven a confeccionar estris d'espart.
El 1995 es procedí a la reforma integral de l'edifici que es trobava en estat ruïnós. Aprofitant l'avinentesa es decidí d'alinear la façana principal amb les altres cases del carrer i es desmuntà la portalada adovellada de l'antiga masia i la finestra gòtica del primer pis. Es bastí una nova paret en la línia correcta i s'hi muntà la porta adovellada i la finestra però al muntar la finestra hi hagué un error en la disposició de les dues peces que formen la llinda de la mateixa. La llinda quedà muntada al revés cosa que motivà la queixa dels veïns i que encara no s'ha resolt. Cal remarcar que aquesta finestra és la principal mostra d'art gòtic popular que hi ha a la població.